# Villars-en-Pons
Villars-en-Pons är en kommun i departementet Charente-Maritime i regionen Nouvelle-Aquitaine i västra Frankrike. Kommunen ligger  i kantonen Gémozac som ligger i arrondissementet Saintes. År 2022 hade Villars-en-Pons 578 invånare.

## Befolkningsutveckling
Antalet invånare i kommunen Villars-en-Pons
Referens:INSEE